# 道の駅土岐美濃焼街道
道の駅土岐美濃焼街道（みちのえき ときみのやきかいどう）は、岐阜県土岐市にある岐阜県道66号多治見恵那線の道の駅である。愛称はどんぶり会館。
施設内には特産の美濃焼を展示販売する土岐窯元共販協同組合のアンテナショップがある。また、美濃焼の作陶教室も開催されている。

## 施設
- 駐車場
  - 普通車：63台[2]
  - 大型車：5台[2]
  - 身障者用：5台[2]
- トイレ
  - 男：18器[2]
  - 女：13器[2]
  - 身障者用：2器[2]
- 情報コーナー
- 展示コーナー
- レストラン「キャビン」
- 特産品販売所

## 休館日
- 毎週火曜日（祝日の場合は翌日）

## アクセス
- 岐阜県道66号多治見恵那線 - 登録路線
  - 岐阜県道69号土岐市停車場細野線

## 周辺

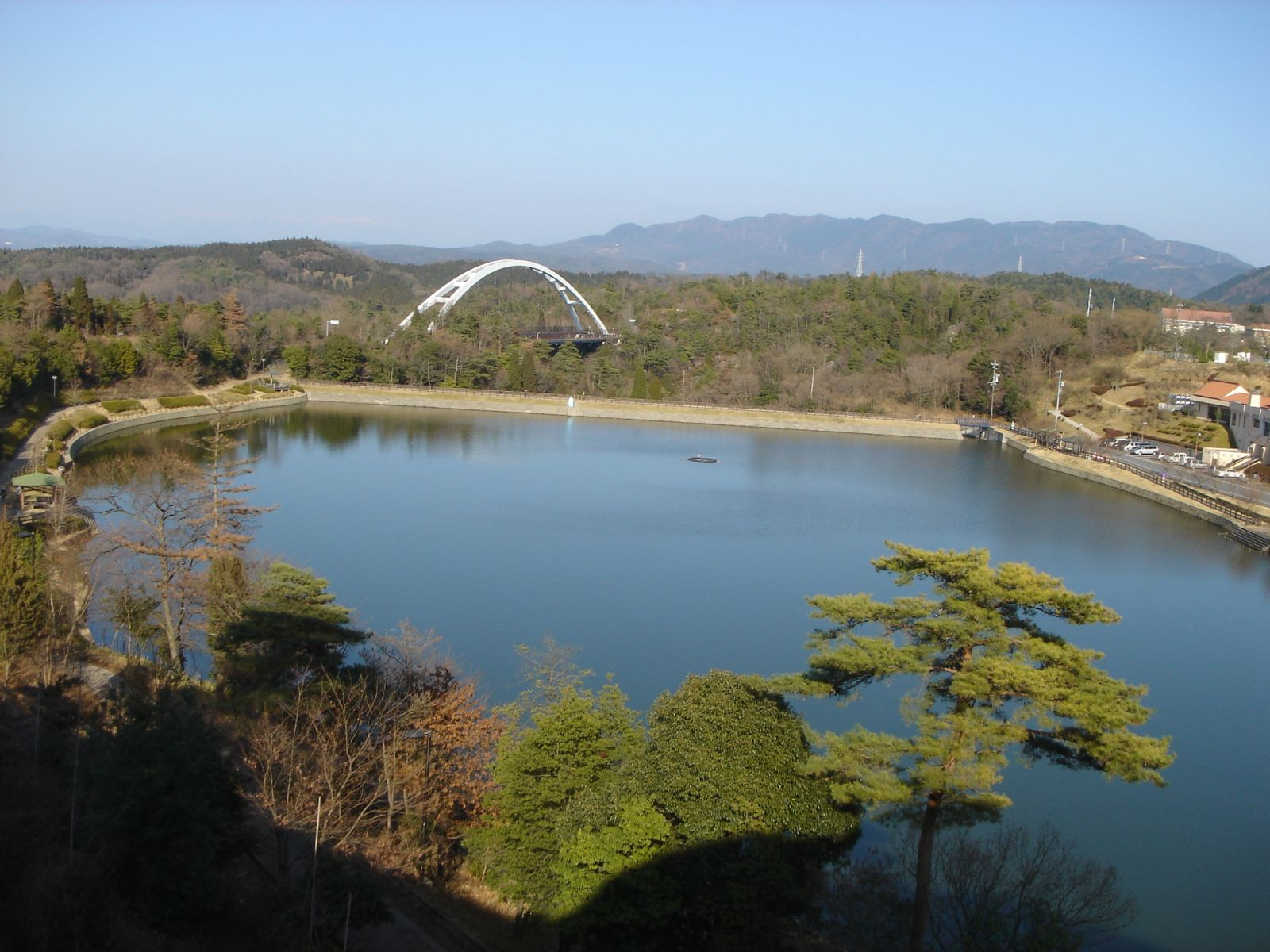
杉焼池と稚児岩大橋

- 土岐市立陶磁器試験場「セラテクノ土岐」
- 稚児岩大橋
- 陶史の森